# Sauternes (vino)
La denominazione Sauternes (AOC) (appellation d'origine contrôlée ossia denominazione di origine controllata in italiano) è una delle denominazioni di vino bianco dolce più celebri di Francia e del mondo. Essa comprende i vini muffati nei pressi di Sauternes con i vitigni muscadelle, sémillon e sauvignon blanc.

## Presentazione
I vini Sauternes sono dolci e vengono ottenuti grazie all'azione di un fungo, la Botrytis cinerea che popola il vigneto generalmente in settembre e in particolari condizioni climatiche origina la muffa nobile.

## Classificazione

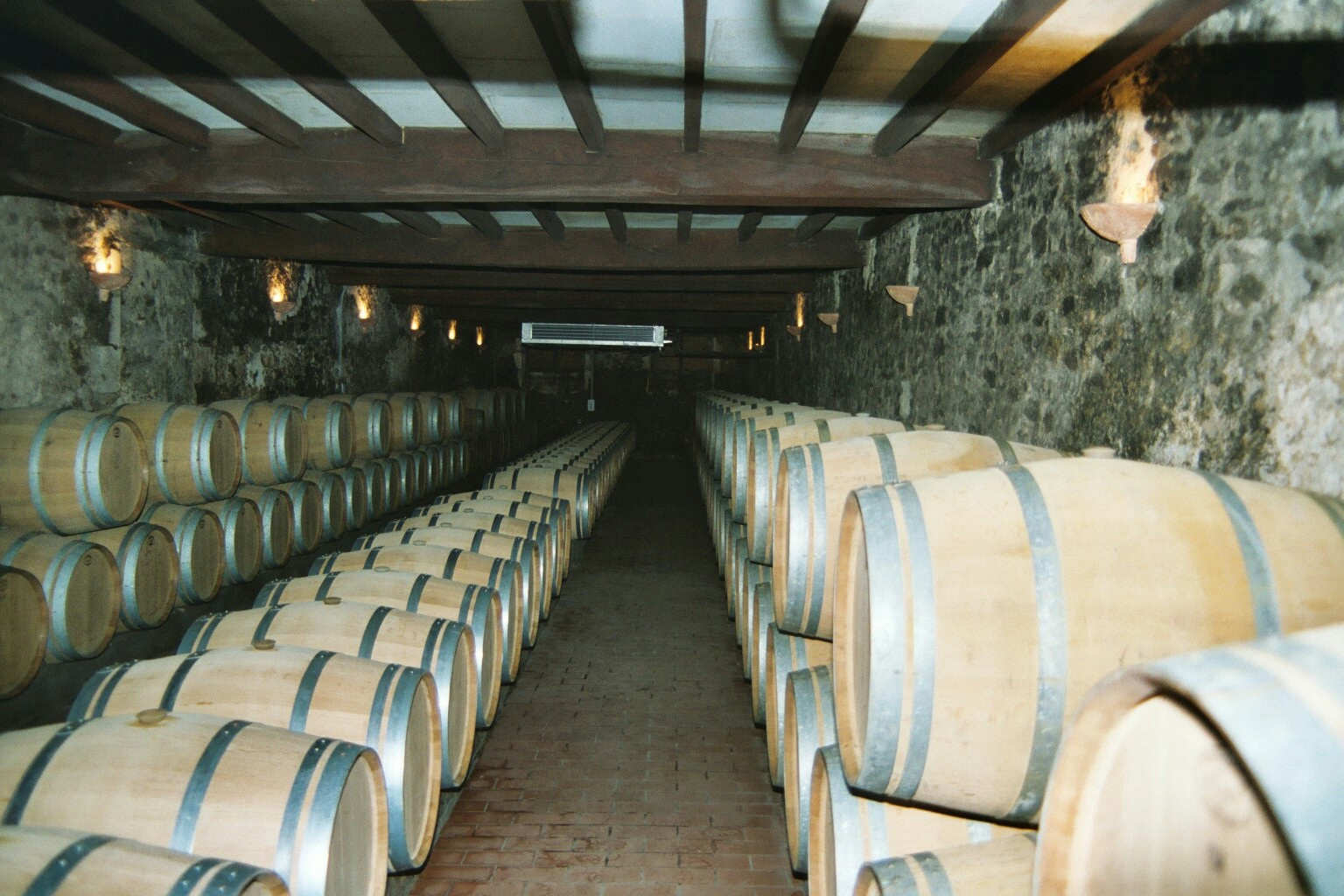
Botti per l'invecchiamento del Sauternes

I vini Sauternes sono classificati secondo la Classificazione ufficiale dei vini di Bordeaux del 1855:

### Premier Cru Supérieur
- Château d'Yquem

### Premiers Crus
- Château Climens (Barsac)
- Château La Tour Blanche
- Château Lafaurie-Peyraguey
- Château Guiraud
- Clos Haut-Peyraguey
- Château de Rayne-Vigneau
- Château Rabaud-Promis
- Château Rieussec
- Château Sigalas-Rabaud
- Château Suduiraut

### Deuxièmes Crus
- Château d'Arche
- Château Broustet
- Château Caillou
- Château Filhot
- Château Lamothe
- Château de Malle
- Château Romer
- Château Romer du Hayot